# Svartvingad saltator
Svartvingad saltator (Saltator atripennis) är en fågel i familjen tangaror inom ordningen tättingar. Den hittas i skogsområden i Anderna i Colombia och Ecuador. Beståndet anses vara livskraftigt.

## Utseende
Svartvingad saltator är mycket tydligt tecknad, med mestadels svart ansikte, tydligt vitt ögonbrynsstreck, vit fläck på halssidan och vit strupe. Undersidan är ljusgrå, ryggen olivgrön och vingarna, som namnet avslöjar, svarta. Könen är lika.

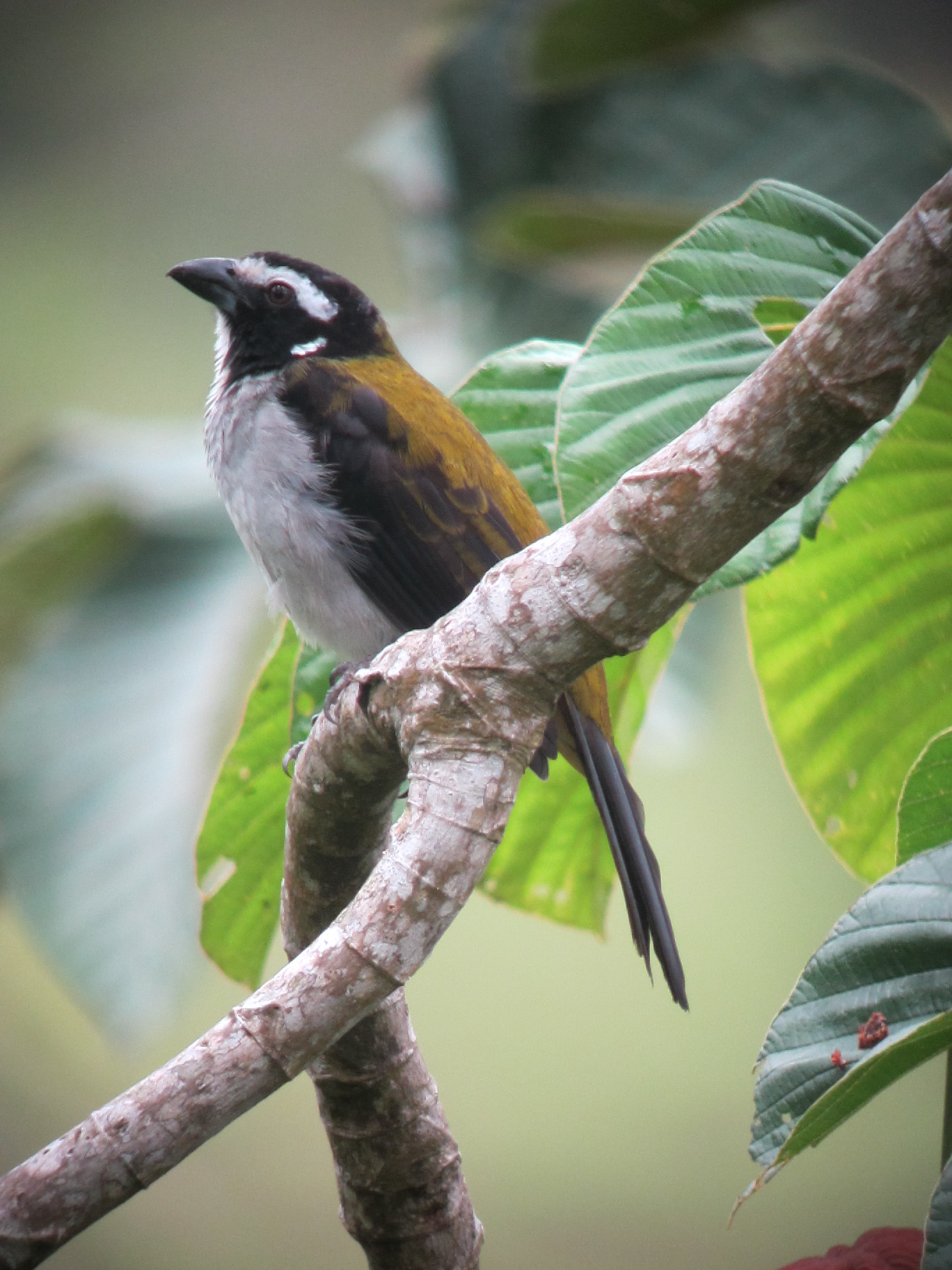

## Utbredning och systematik
Svartvingad saltator behandlas antingen som monotypisk eller delas in i två underarter med följande utbredning:
- Saltator atripennis atripennis – förekommer i västra och centrala Anderna från Colombia till nordvästligaste Ecuador
- Saltator atripennis caniceps – förekommer utmed östra Andernas västsluttning i Colombia och västra Ecuador

### Familjetillhörighet
Tidigare placerades Saltator i familjen kardinaler. DNA-studier visar dock att de tillhör tangarorna.

## Levnadssätt
Svartvingad saltator hittas i förberg i Anderna, mestadels under 1500 meters höjd. Den ses vanligen i par eller smågrupper som rör sig genom skog och skogsbryn i mellersta och övre skikten. Mindre ofta påträffas den i ungskog och trädgårdar. Ibland slår den följe med kringvandrande artblandade flockar.

## Status
Arten har ett stort utbredningsområde och internationella naturvårdsunionen IUCN kategoriserar arten som livskraftig. Beståndsutvecklingen är dock oklar.